# Disney Club (album)
Pour l’article homonyme, voir Disney Club (homonymie).
Disney Club: Les chansons des génériques T.V de tes Héros préférés est un C.D reprenant, entre autres choses, les génériques des dessins animés diffusés dans le Disney Club.

## Titres
1. Disney Rap 0:53
2. La Bande à Picsou 2:51
3. Le Boogie Rapetou Blues 2:34
4. Tic et Tac: Les Rangers du Risque 3:03
5. Les Gummi 2:24
6. Oh hissez haut! 2:20
7. La Gummiboise 3:09
8. Myster Mask 0:59
9. Super Baloo 2:20
10. Des amis 2:13
11. Je vole 2:45
12. Du Bonheur dans ton moteur 1:35
13. La Maison du Bonheur 3:16
14. Disney Rap (Reprise) 0:53